# 薰莱亭
薰莱亭，位于中国广东省东莞市东莞市桥头镇迳联村，为东莞市的一个市、县级文物保护单位，类型为古建筑，公布时间为1993年6月22日。
薰莱亭的历史年代为明代。